# Nelisiwe Xaba
Nelisiwe Xaba, née à Soweto en Afrique du Sud, est une performeuse et chorégraphe sud-africaine.

## Biographie
Née et élevée dans le quartier de Dube à Soweto (Johannesburg, Afrique du Sud), Nelisiwe Xaba est une performeuse et chorégraphe, qui a commencé sa carrière de danseuse au début des années 1990, lorsqu’elle a reçu une bourse pour étudier la danse à la Johannesburg Dance Foundation. En 1996, elle décroche une autre bourse à la Rambert School of Ballet and Contemporary Dance à Londres (Royaume-Uni), où elle étudie différentes formes de ballets et techniques de danse contemporaine, sous la direction artistique de Ross Mckim. À son retour en Afrique du Sud en 1997, Nelisiwe Xaba rejoint la Pact Dance Company, avant de se lancer dans une carrière en indépendante, qui lui permettra de travailler avec de nombreux(-ses) chorégraphes reconnu(e)s, dont Robyn Orlin.
Depuis le lancement de sa carrière solo, Xaba a travaillé à divers projets multimédias et collaboré avec des artistes plasticiens, des stylistes, des directeurs de théâtre et de télévision, des poètes et des musiciens. Les œuvres phares de Xaba, Plasticization et They Look At Me & That’s All They Think, ont été présentées dans différents pays depuis plusieurs années. Pour la deuxième pièce, inspirée de l’histoire de la Vénus hottentote (Saartjie Baartman), Xaba a travaillé avec le styliste Carlo Gibson. En 2008, elle collabore avec la danseuse et chorégraphe haïtienne Kettly Noël pour créer un duo intitulé Correspondances, œuvre satirique sur les relations entre femmes, qui a été présentée en Amérique du Nord et du Sud, en Europe et en Afrique. En 2009 a lieu la première de sa pièce Black!...White?, production du Centre de Développement Chorégraphique (CDC, Toulouse, France), suivie d’une tournée dans toute la France. La même année, elle crée The Venus, en combinant deux de ses précédentes pièces solos, They Look At Me et Sakhozi says non to the Venus, commandée à l’origine par le Musée du Quai Branly (Paris, France). Le travail de Xaba est largement influencé par ses positions féministes et antiracistes, qui remettent en question les stéréotypes sur le corps de la femme noire et les notions courantes liées au genre. En 2011, Xaba est l’une des artistes mises en avant par la Goodman Gallery South Africa, qui présente des artistes contemporains de premier plan du continent africain. Cette même année 2011, elle est également invitée à un festival de danse en France, Fragile Danse, au Théâtre des Bouffes-du-Nord à Paris. « La danse, en Afrique n'est pas perçue comme une profession », y explique t-elle, « On doit construire les infrastructures nécessaires à son existence et à son développement. La danse de création sur notre continent ne peut continuer à exister par le biais des bailleurs de fonds étrangers. Car elle y perd son identité. Ce sont toujours des Européens qui me paient des billets d'avion ». En 2013, Xaba a été sélectionnée pour présenter The Venus au pavillon sud-africain de la 55e Biennale de Venise (Italie).
Elle s'appuie sur son art pour réagir sur le contexte social, et en particulier sur la condition féminine. Dans une pièce intitulée Uncles and Angels, elle a collaboré avec le réalisateur Mocke J. van Vueren, afin de créer une performance interactive mêlant danse et vidéo, qui interroge les notions de chasteté, de pureté, de test de virginité et de tradition, tout en portant un regard ironique sur les relations de pouvoir ancrées dans l’interaction corporelle, à travers la performance et la projection. « Ce sont souvent des personnes proches, comme les oncles, par exemple, qui abusent des femmes ». Depuis la première au festival FNB Dance Umbrella en Afrique du Sud, Uncles and Angels a été présentée en Allemagne, en France (en 2013 à Avignon) et en Autriche. L’œuvre, basée sur un film réalisé en 3D, a décroché en 2013 le prix du salon artistique FNB (FNB Art Fair). L'origine de cette œuvre est la danse du roseau, une coutume traditionnelle de célébration de la virginité des filles avant le mariage, rassemblant des milliers de jeunes filles zouloues. Un moment disparue, elle est réapparue depuis le début des années 1980. Elle est même devenue une attraction touristique. Certaines jeunes femmes sont agressées ou violées pendant la cérémonie,. Dans une autre pièce, Scars & Cigarettes, elle continue d’explorer la socialisation des hommes et des femmes à travers des rôles genrés spécifiques dans la société, se concentrant cette fois sur différents rites de passage ou rituels propres aux hommes, comme la circoncision. Une autre œuvre encore, Fremde Tänze (Danse étrange), créée en 2014 dans le cadre d'une résidence à Fribourg-en-Brisgau,en Allemagne, prend comme point de départ des travaux de chorégraphes allemands sur la notion d'exotisme.